# Rosa Schreiber-Freissmuth
Rosa Schreiber-Freissmuth, née en 1913 à Graz et morte en 1996, est une pharmacienne autrichienne nommée Juste parmi les nations en 1997 pour avoir sauvé des Juifs d'un camp de travail dans le Burgenland.

## Biographie
Rosa Schreiber était propriétaire d'une pharmacie à Neuhaus am Klausenbach dans le Burgenland autrichien, non loin duquel se trouvait un camp de travail (Arbeitslager). Elle a sauvé la vie d'un adolescent, Alan Braun et de son père, tous deux atteints de la typhoïde, en leur fournissant des médicaments et de la nourriture. Elle a également sauvé la vie d'autres travailleurs forcés du camp.
Alan Braun, alors âgé de 16 ans, avait été « transféré » à Neuhaus en décembre 1943. Dans ce camp, les travailleurs forcés devaient creuser des tranchées censées servir de défense contre les troupes soviétiques. Alan Braun et son père contractèrent le typhus en février 1945. Une nuit, Alan se faufila hors du camp et gagna la ville voisine de Neuhaus et demanda des médicaments à la pharmacie de Rosa Schreiber. Jusqu'à la fin de la guerre, elle fournit à Braun et à son père des médicaments et de la nourriture. Le père d'Alan Braun mourut le lendemain de la libération du camp par les troupes soviétiques.
Alan Braun, seul survivant de sa famille, émigra ensuite aux États-Unis et au Canada, et devint professeur d'économie. Après 16 ans de recherche, il retrouva la trace de Rosa Schreiber. Celle-ci fut reconnue, le 13 mars 1997, le titre de Juste parmi les Nations.

## Sources
- Israël Gutman et al. : Lexikon der Gerechten unter den Völkern: Deutsche und Österreicher, 2005, page 358 (en ligne)